# Vimodrone
Vimodrone ist eine Gemeinde mit 16.793 Einwohnern (Stand 31. Dezember 2023) in der Metropolitanstadt Mailand, Region Lombardei.
Die beiden Nachbarorte von Vimodrone sind die Großstadt Mailand und die Stadt Cernusco sul Naviglio.

## Bevölkerungsentwicklung
Vimodrone zählt 5.769 Privathaushalte. Zwischen 1991 und 2001 fiel die Einwohnerzahl von 14.700 auf 13.868. Dies entspricht einer prozentualen Abnahme von 5,7 %.